# Blyspett
Blyspett (Mulleripicus fulvus) är en fågel i familjen hackspettar inom ordningen hackspettartade fåglar.

## Utseende och läte
Blyspetten är en mycket stor grå- och beigefärgad hackspett med utstickande pepparkornsöga. Hanen har rött i ansiktet, honan vita fläckar. Den trummar tydligt men långsamt. Lätet är en skrattande drill.

## Utbredning och systematik
Blyspetten förekommer endast på den indonesiska ön Sulawesi med kringliggande öar. Den delas in i två underarter med följande utbredning:
- Mulleripicus fulvus fulvus – förekommer i ögrupperna Bangka, Lembeh, Manterawu och Togian i norra Sulawesi
- Mulleripicus fulvus wallacei – förekommer på öarna Pulau Muna och Butung i södra Sulawesi

## Levnadssätt
Blyspetten hittas i skogsområden i lågland och lägre bergstrakter. Där ses den i par eller smågrupper klättra på stammar och större grenar i skogens övre skikt.

## Status och hot
Arten har ett stort utbredningsområde, men tros minska i antal, dock inte tillräckligt kraftigt för att den ska betraktas som hotad. Internationella naturvårdsunionen IUCN listar arten som livskraftig (LC).